# Systoechus autumnalis
Systoechus autumnalis är en tvåvingeart som beskrevs av Becker 1910. Systoechus autumnalis ingår i släktet Systoechus och familjen svävflugor. Inga underarter finns listade i Catalogue of Life.